# Eduardo João Bunga
Eduardo João Bunga, detto Josué (17 luglio 2000), è un calciatore angolano, portiere del Kabuscorp do Palanca.

## Carriera

### Club
Ha esordito nel 2016 con il Kabuscorp do Palanca.

### Nazionale
Esordisce in Nazionale il 12 giugno 2016, a 15 anni.